# Saint-Genis-Laval
 Saint-Genis-Laval  es una población y comuna francesa de la Metrópoli de Lyon en la región de Auvernia-Ródano-Alpes. Pertenece a la aglomeración urbana de Lyon.

## Personas célebres
- Marc Riboud, fotógrafo.
- Éric Abidal, futbolista.

## Demografía
| 2 393 | 2 114 | 2 088 | 1 895 | 2 171 | 2 031 | 2 525 | 2 518 | 2 580 | 2 724 | 2 817 | 2 446 | 2 942 | 3 650 | 3 702 | 3 447 | 3 435 | 3 431 | 2 944 | 3 195 | 3 524 | 3 931 | 4 499 | 4 602 | 5 029 | 5 914 | 6 141 | 7 128 | 13 162 | 14 353 | 18 782 | 19 221 | 20 313 | 20 696 |
| Para los censos de 1962 a 1999 la población legal corresponde a la población sin duplicidades (Fuente: INSEE [Consultar]) |       |       |       |       |       |       |       |       |       |       |       |       |       |       |       |       |       |       |       |       |       |       |       |       |       |       |       |        |        |        |        |        |        |